# SLiM
SLiM ist die Abkürzung für „Simple Login Manager“.
Dabei handelt es sich um ein X-Window-Programm, das die grafische Benutzeranmeldung an einem unixoiden System ermöglicht. Das Programm stellt eine Alternative zu Xdm dar. Besonders beliebt ist dieser Displaymanager bei Systemen, die nur geringe Hardwareressourcen zur Verfügung haben.